# Sternbach-Klinik Schleiz
Die Sternbach-Klinik Schleiz (vormals Kreiskrankenhaus Schleiz) war ein Akutkrankenhaus mit Sitz im thüringischen Schleiz und regionalem (intermediärem) Versorgungsauftrag. Es wurde zum 31. August 2024 geschlossen.

## Geschichte
Durch eine Spende des Fürsten Heinrich LXVII. (Reuß jüngere Linie) in Höhe von 2.000 Talern wurde 1864 beschlossen, mit der Errichtung eines Krankenhauses in Schleiz zu beginnen. Bereits im Jahr darauf wurde zum Kaufpreis von 500 Talern ein geeignetes Grundstück erworben und mit dem Bau des Krankenhauses begonnen. Nach knapp 12 Monaten Bauzeit eröffnete das Schleizer Krankenhaus im Jahr 1866 mit 20 Krankenzimmern. 1875 genehmigte der Fürst die Errichtung eines Waschhauses im Krankenhaus und in den darauffolgenden Jahren kam es immer wieder zu kleineren Umbaumaßnahmen. Erst 1926 wurde mit einem Neubau die Erweiterung des Krankenhauses fortgesetzt. Der Neubau war 1927 fertiggestellt, was eine Erhöhung der Bettenzahl auf 70 bis 80 Patientenbetten zur Folge hatte.
Einhergehend mit der Erweiterung des Krankenhauses im Jahr 1927 entstand erstmals auch ein Röntgen- und Bestrahlungsraum, neue Bade- und Beleuchtungseinrichtungen, Signal- und Heizungsanlagen, eine zentrale Küche mit Speisenaufzügen, Stationsteeküchen und Tagesräume. Ein weiterer Erweiterungsbau folgte im Jahr 1951 mit einer Gesamtkapazität von 300 Betten in drei Bauabschnitten. Im selben Jahr stellte man den ersten Bauabschnitt fertig, die anderen beiden wurden gestoppt, da das Krankenhaus Saalfeld Vorrang hatte. Erst 1965 wurde der Erweiterungsbau fortgesetzt, womit 195 Betten und ein neuer Operationssaal sowie medizinische Bäder vorgehalten werden konnten. Darauffolgend konnten in den nächsten Jahren spezielle Räume für Diagnostik der Inneren Abteilung, Behandlungsräume mit Kurzwelle und Ultraschall sowie eine Poliklinik-Praxis im Kellergeschoss des Krankenhauses in Betrieb genommen werden.
1987 erfolgte die Einweihung eines neuen OPs und der Krankenhausapotheke, 1994 die Einrichtung einer Intensiv-Therapiestation mit 4 Intensivbetten und speziell ausgebildetem Personal. Am 9. Oktober 1998 erfolgte die Grundsteinlegung für den Funktionsneubau des Krankenhauses Schleiz, welcher 1999 Richtfest feierte und am 3. November 2000 übergeben wurde. Im Mai desselben Jahres wurde der Zusammenschluss der Krankenhäuser Schleiz, Pößneck, Ebersdorf und Ranis zum Saale-Orla-Klinikum beschlossen. Dies widerrief der Saale-Orla-Kreis 2004 und entschied sich für die getrennte Veräußerung der Krankenhäuser Schleiz und Pößneck, womit das Krankenhaus Schleiz in die Betriebsführung der Kreiskrankenhaus Greiz GmbH übertragen wurde.
2005 folgte mit Beschluss des Kreistages Greiz der Übergang des Krankenhauses Schleiz in eine Tochtergesellschaft der Kreiskrankenhaus Greiz GmbH. Damit trat die Rechtswirksamkeit des Kaufvertrages in Kraft. Nach erfolgreichen Verhandlungen übergab der damalige Thüringer Minister für Soziales und Gesundheit, Klaus Zeh, am 14. Juli 2005 einen Fördermittelbescheid in Höhe von 6,4 Mio. € für den Bettenneubau und für die Sanierung des Altbaus. Der Spatenstich für den Neubau des Bettenhauses folgte am 2006, das Richtfest und der Baubeginn der zukünftigen Parkanlagen und des Eingangsbereiches schließlich am 19. Juli 2006. Am 5. Januar 2007 wurde der Bettenneubau übergeben und mit den Sanierungsmaßnahmen im Altbau begonnen, welche in den Jahren danach beendet wurden.
Am 1. Juli 2021 löste sich das Kreiskrankenhaus Schleiz aus dem kreisübergreifenden Verbund mit dem Kreiskrankenhaus Greiz. Im Beisein der Mitarbeitenden, des Landrats Fügmann, des Bürgermeisters Bias, der Landtagsabgeordneten Kalich, Herrgott und Thrum sowie Vertreterinnen und Vertretern der Kreistagsfraktionen erfolgte die offizielle Übergabe an den neuen Träger, die Sternbach-Klinik Schleiz GmbH, welcher auch als Namensgeber der Sternbach-Klinik Schleiz fungiert ist. Zum 31. August 2024 schloss das Krankenhaus infolge einer Insolvenz.

## Kliniken und Einrichtungen
Das Krankenhaus betrieb 92 chirurgische und internistische Betten inklusive einer Intensivstation und beschäftigt rund 230 Mitarbeiter. Es war einer der größten Arbeitgeber der Stadt Schleiz.

### Fachbereiche und Abteilungen
Die Sternbach-Klinik Schleiz unterhält insgesamt drei medizinische Fachbereiche in vier Abteilungen:
- Innere Medizin
- Chirurgie
- Anästhesie und Intensivmedizin
- Röntgendiagnostische Abteilung

### Stillgelegte Abteilungen
Aufgrund von Personalmangel wurde unter voriger Trägerschaft der Kreiskrankenhaus Schleiz GmbH im Frühjahr 2020 folgender Fachbereich auf unbestimmte Zeit geschlossen bzw. stillgelegt:
- Gynäkologie und Geburtshilfe[5]

### Einrichtungen und Kooperationen
Neben den hauseigenen Fachbereichen und Abteilungen sind folgende Einrichtungen und Kooperationspartner in den Räumlichkeiten der Sternbach-Klinik Schleiz verortet:
- Orthopädische Praxis Dr. med. Elke Fritzsche[6]
- Chirurgische Praxis  Dipl.-Med. Michael Jung[7]
- Kardiologische Praxis Lars Hartmann[8]
- Labordiagnostik (DIANOVIS GmbH)[9]